# Faramea oblongifolia
Faramea oblongifolia är en måreväxtart som beskrevs av Paul Carpenter Standley. Faramea oblongifolia ingår i släktet Faramea och familjen måreväxter. Inga underarter finns listade i Catalogue of Life.